# Zuchwil
Zuchwil je obec a město v kantonu Solothurn ve Švýcarsku, která spadá pod distrikt Wasseramt. Obec se nachází v nadmořské výšce 433 m. Na konci roku 2015 v něm žilo 8744 obyvatel.

## Historie
Sídlo je poprvé zmíněno v roce 1052 jako Zuchwila.

## Geografie
Obec má rozlohu 4,63 km², z čehož se přes 24% využívá k zemědělství a přes 19% tvoří lesy.